# De Vulkaan
De Vulkaan is de hoogste duintop van het Westduinpark in Den Haag. Dit 33 meter hoge duin bevindt zich aan de noordkant van het De Savornin Lohmanpad, de verbinding tussen Strandslag 7 en de hoek van de De Savornin Lohmanlaan en de Laan van Poot. Het uitkijkpunt op dit duin bevindt zich op het dak van een type V143 "Mammut" radarbunker, gebouwd als onderdeel van de Atlantikwall. Op deze locatie worden vanaf begin jaren 1980 jaarrond systematisch vogeltrektellingen verricht.